# Rhosus albiceps
Rhosus albiceps là một loài bướm đêm trong họ Noctuidae.